# Martín Castrogiovanni
Martín Leandro Castrogiovanni (* 21. října 1981, Paraná) je bývalý italský ragbista, který hrál jako pilíř. Za Itálii odehrál 119 zápasů a položil 12 pětek (2002 – 2016).
Klubovou kariéru začal v týmu Calvisano (2001 – 2006), se kterým vyhrál italskou ligu v roce 2005. Následně přestoupil a hrál do roku 2013 za Leicester Tigers. Čtyřikrát se stal vítězem anglické ligy (2007, 2009, 2010, 2013) a v roce 2007 i vítězem Anglo-Velškého poháru. Ve stejném roce byl zvolen nejlepším hráčem Premiership Rugby. Tuto cenu dostal jako první pilíř v historii.
Ke konci kariéry hrál ve Francii. V letech 2013 až 2015 hrál za Toulon, s kterým vyhrál dvakrát Evropský pohár mistrů (2014, 2015) a v prvním případě i TOP14. O dva roky později vyhrál francouzskou ligu i s Racingem 92, kde ukončil kariéru. Kvůli večírku v Las Vegas, kde byli fotbalisté Paris Saint Germain, nemohl hrát finále Evropského poháru mistrů v roce 2016. Svému týmu řekl, že má rodinné záležitosti v Argentině.
V roce 2022 Castrogiovanni přiznal, že neměl hrát za Itálii, protože jeho nejbližší příbuzný byl pradědeček. (podle pravidel to může být nanejvýš prarodič). V roce 2019 se zúčastnil italské verze Star Dance, vypadl v 1. kole. Má svou ragbyovou akademii. Minimálně v roce 2023 byl jeden z moderátorů jedné italské talentové soutěže.